# Aya Korem
Aya Korem (en hébreu|אַיָּה כּוֹרֵם) est une chanteuse israélienne, auteur, compositeur et interprète de musique pop/rock.

## Biographie
Aya Korem est née le 7 janvier 1980 à Nazareth Illit et y a passé son enfance. Après ses études, elle sert dans Tsahal comme instructeur de tank au sein du corps blindé mécanisé.
Korem chante depuis son enfance, aussi à l'aise à la guitare qu'au piano. Entre 2001 et 2004, elle étudie la composition musicale à la Rimon School of Jazz and Contemporary Music à Ramat HaSharon, une école d'où sont sorties de nombreuses vedettes de la chanson israélienne, comme Noa et Aviv Geffen. Elle faisait partie de la promotion qualifiée de magic class, avec des artists comme Miri Mesika, Keren Peles, Ohad Hitman et Eric Berman tous devenus des chanteurs très populaires en Israël. Elle s'est inscrite sans véritable but pour y passer le temps, mais a fini par y démarrer une véritable carrière musicale. Enfant, elle rêvait d'être architecte, et a travaillé un temps comme cuisinière dans une pâtisserie.
Aya Korem vit à Tel Aviv.

## Yonatan Shapira
Yonatan Shapira est un titre un peu particulier, qu'elle a écrit comme un jeu, sous la forme d'une lettre d'amour adressée à un pilote qu'Aya Korem a rencontré lors de son passage à Rimon, et qui fut un des signataires de la  lettre des pilotes. Selon Aya Korem, la chanson n'a pas particulièrement plu à Yonatan Shapira,.

## Discographie
- 2006 : Aya Korem, produit par Ori Zakh
- 2008 : Safa Zara (en hébreu: langue étrangère), produit par Ori Zakh également
- 2011 : Lealef Et HaSusim (en hébreu: dompter les chevaux), en indépendante

## Liens
- Le site web officiel d'Aya Korem
- Les albums d'Aya Korem sur le site Israel Music
- Les chansons d'Aya Korem sur Last.fm
- La page d'Aya Korem sur  MySpace
- Le concert d'Aya Korem pour le projet "Pizmon Hozer"